# Līhuʻe
Līhuʻe — CDP w Stanach Zjednoczonych w stanie Hawaje. Znajduje się na wyspie Kauaʻi, i jest jej drugą co do wielkości społecznością — liczy 5 674 osób. Leży na wschodnim wybrzeżu wyspy. W pobliżu znajduje się port lotniczy Līhuʻe.